# Filosofía persa
La filosofía persa o filosofía iraní se remonta a tiempos  de tradiciones filosóficas y pensamientos que se originaron en la antigua persia con raíces indo-iraníes y fueron influenciadas considerablemente por las enseñanzas de Zoroastro. La cronología de la materia y de la ciencia de la filosofía comienza con los indo-iraníes, que datan este evento a 1500 a. C. La filosofía de Zaratustra ingresó a influir la tradición occidental a través del Judaísmo, y por lo tanto en el platonismo medio.
A lo largo de la historia iraní y debido a los cambios políticos y sociales notables tales como conquista musulmana de Persia y las invasiones mongolas de Persia, un amplio espectro de escuelas de pensamiento mostraron una variedad de puntos de vista sobre cuestiones filosóficas que se extienden desde antiguas tradiciones iraníes y sobre todo relacionadas al zoroastrismo, a las escuelas que aparecen en las finales de la era preislámica, como el maniqueísmo y el Mazdakismo, así como varias escuelas post-islámicas. La filosofía iraní después de la invasión árabe de Persia, se caracteriza por diferentes interacciones con la filosofía persa antigua, la filosofía griega y con el desarrollo de la filosofía islámica. La escuela de iluminación y la filosofía trascendente son consideradas como dos de las principales tradiciones filosóficas de la época en Persia.

## Filosofía antigua iraní

### Zoroastrismo
Las enseñanzas de Zaratustra (Zoroastro) aparecieron en Persia en algún momento durante el período de 1700 a 1800 a. C. Su sabiduría se convirtió en la base de la religión zoroastrismo, y generalmente influenció el desarrollo de los pueblos iraníes rama de la filosofía indo-iraní. Zaratustra fue el primero que trató el problema del mal en términos filosóficos. Se cree que también es uno de los más antiguos monoteístas en la historia de la religión. Él defendía una filosofía ética basada en la primacía de los buenos pensamientos (Pendar-e-nik), buenas palabras (goftar-e-nik), y buenas obras (kerdar-e-nik).
Las obras de Zoroastro y el zoroastrismo tuvieron una influencia significativa en la filosofía griega y la filosofía romana. Varios escritores antiguos griegos como Eudoxo de Cnido y escritores latinos como Plinio el Viejo elogiaron la filosofía zoroástrica como "la más famosa y más útil". Platón aprendido de la filosofía zoroástrica a través de Eudoxo e incorporó gran parte de ella en su propio realismo platónico. En el siglo tercero aC, sin embargo, Colotes acusó que la obra de Platón República plagiaba partes de En la Naturaleza de Zoroastro como  El mito de Er.
Zaratustra fue conocido como un sabio, mago y hacedor de milagros en la cultura occidental post-clásica, aunque casi no se sabía nada de sus ideas hasta finales del siglo XVIII. En ese momento su nombre fue asociado con la sabiduría antigua perdida y fue apropiado por masones y otros grupos que reclamaban el acceso a esos conocimientos. Él aparece en la ópera de Mozart La flauta mágica ("Die Zauberflöte") bajo el nombre de variante "Sarastro", que representa el orden moral en oposición a la "Reina de la Noche". Escritores "iluminados" como Voltaire promovieron investigaciones del zoroastrismo, en la creencia de que se trataba de una forma de racional de deísmo, preferible al cristianismo.
En 2005, el Diccionario Oxford de Filosofía clasificó a Zaratustra número dos en la cronología de los acontecimientos filosóficos. El impacto de Zaratustra perdura hoy debido en parte al sistema de ética racional que él fundó llamado Mazda-Yasna. La palabra Mazda-Yasna es Avesta y se traduce como "La adoración de la Sabiduría" en español.
El filósofo persa Osthanes también estaba bajo la influencia de las ideas y la filosofía de Zaratustra, que posteriormente afectaron a la filosofía griega a través de Demócrito, su alumno. Zoroastrismo probablemente tuvo tanta influencia en la formación del cristianismo como lo hizo el judaísmo y las religiones de las religiones mistéricas griegas.

### Época Greco-Persa
Poco se sabe de la situación de la filosofía persa en los antiguos filósofos griegos. Sabemos que la cultura persa tuvo influencia en la creación de la escuela del pensamiento estoico, también sabemos que los grandes filósofos como Sócrates realizaron viajes por Persia.

### Maniqueísmo
El Maniqueísmo, fundado por el profeta Mani, fue influyente desde África del Norte en Occidente, hasta China en el Este. Su influencia continúa sutilmente en el pensamiento cristiano occidental a través de San Agustín de Hipona, que se convirtió al cristianismo desde el maniqueísmo, él apasionadamente denunció en sus escritos, y cuyos escritos continúan siendo influyente entre los teólogos católicos, protestantes y ortodoxos. Un principio importante del maniqueísmo fue su cosmología/teología dualista, que compartió con el Mazdakismo, una filosofía fundada por Mazdak. Bajo este dualismo, había dos principios originales del universo: la luz, el bueno; y la Oscuridad, el maligno. Estos dos habían sido mezclados por un accidente cósmico, y el papel del hombre en esta vida era a través de buena conducta para liberar las partes de sí mismo que pertenecieron a la luz. Mani vio la mezcla del bien y del mal como una tragedia cósmica, mientras Mazdak vio esto de una manera más neutral, incluso optimista.

### Mazdakismo
Mazdak (524/528 dC) fue un reformador proto-socialista persa que ganó influencia bajo el reinado sasánida del rey Kavadh I. Él afirmó ser un profeta de Dios, e instituyó las posesiones comunales y programas de bienestar social.
En muchos sentidos, la enseñanza de Mazdak puede entenderse como un llamado para el desarrollo de una revolución social, y se ha referido como principios "comunistas". o proto-socialistas.

### Zurvanismo
El Zurvanismo se caracteriza por el elemento de su primer principio que es el "Tiempo Zurvan", como creador primordial. Según Zaehner, el Zurvanismo parece tener tres escuelas de pensamiento las cuales tienen el Zurvanismo clásico como su fundamento:

#### Zurvanismo Estético
Zurvanismo Estético, que al parecer no era tan popular como el tipo materialista, consideró Zurvan como tiempo indiferenciado, que, bajo la influencia del deseo, dividido en razón (principio masculino) y la concupiscencia (principio femenino).

#### Zurvanismo materialista
Mientras que Ormuz de Zoroastro creó el universo con su pensamiento, el Zurvanismo materialista desafió el concepto de que nada podría hacerse de la nada.

#### Zurvanismo fatalista
Zurvanismo fatalista es el resultado de la doctrina de tiempo limitado, con la implicación de que nada podría cambiar este curso preordenado del universo material y que la trayectoria de los cuerpos astrales de la "esfera celestial" era representante de esta Por supuesto condenada de antemano. De acuerdo con el trabajo escrito en persa medio por Menog-i Khrad: "Ormuz asignó felicidad al hombre, pero si el hombre no la recibió, se debe a la extorsión de estos planetas".

## Época islámica clásica
La tradición intelectual en Persia continuó después del Islam y fue de gran influencia en el desarrollo posterior de la filosofía iraní. Las principales escuelas para tales estudios fueron, y para algunas extensiones siguen siendo, Shiraz, Jorasán, Maragheh e Isfahán, Teherán.

### Avicenismo
En la Edad de Oro islámica, debido a la reconciliación exitosa de Avicena (de Ibn Sina) entre el aristotelismo y el neoplatonismo junto con Kalam, el avicenismo finalmente se convirtió en la escuela líder de filosofía islámica para el siglo XII. Avicena había convertido en una autoridad central la filosofía por entonces, y varios estudiosos en el siglo XII, comentaron su fuerte influencia en el momento:

"La gente hoy en día [cree] que la verdad es todo lo que [Ibn Sina] dice, es inconcebible para él errar, y que quien le contradice en cualquier cosa de lo que dice no puede ser racional."

El Avicenismo también influyó en la Europa medieval, especialmente sus doctrinas sobre la naturaleza del alma y su existencia - distinción esencia, junto con los debates y la censura que se crio en la escolástica europea. Este fue especialmente el caso de París, donde el avicenismo fue después proscrito en 1210. Sin embargo, su psicología y la teoría del conocimiento influyeron a Guillermo de Auvernia y a Alberto Magno, y su metafísica tuvo un impacto en el pensamiento de Tomás de Aquino.

### Illuminacionismo
La filosofía illuminacionista era una escuela de filosofía islámica fundada por Shahab al-Din Suhrawardi en el siglo XII. Esta escuela es una combinación de la filosofía de Avicena y la antigua filosofía iraní, junto con muchas nuevas ideas innovadoras de Suhrawardi. A menudo se describe que fue influenciado por el neoplatonismo.

### Teosofía Trascendente
La Teosofía trascendente es la escuela de la filosofía islámica fundada por Mulla Sadra en el siglo XVII. Mulla Sadra compró "una nueva visión filosófica en el trato con la naturaleza de la realidad" y ha creado "una transición importante de esencialismo a existencialismo" en la filosofía islámica, varios siglos antes de que esto ocurriera en la filosofía occidental.

## Filosofía iraní contemporánea
La filosofía era y sigue siendo un tema popular de estudio en Irán. Anteriormente a las universidades de estilo occidental, la filosofía era un importante campo de estudio en los seminarios religiosos. Comparando el número de libros de filosofía publicados actualmente en Irán con la de otros países, Irán, posiblemente, ocupa el primer lugar en este campo, pero se encuentra definitivamente en la cima en términos de libros de filosofía publicados.
Por la diversidad y la expansión de la filosofía en Irán, Khosrow Bagheri ha declarado que "Una parte de la actividad filosófica en Irán hoy en día, y tal vez la principal, tiene que ver con la filosofía local, que está dominada por la escuela de Mulla Sadra. Él ha proporcionado una filosofía en consonancia con la vieja inclinación metafísica sino en la función de una combinación de misticismo, la filosofía y los puntos de vista religiosos islámicos. Por otro lado, un relativamente fuerte movimiento de traslación se ha formado en la que se proporcionan a los lectores iraníes por algunas de las fuentes importantes de la filosofía contemporánea en persa, incluyendo tanto la analítica y las tradiciones continentales. En el primero, Wittgenstein, Searle y Kripke, y en el segundo, Nietzsche, Heidegger y Foucault se pueden mencionar. También ha habido concentraciones en un contraste polar local entre Popper y Heidegger, y, debido a la atmósfera religiosa, en la filosofía de la religión ".
Entre las revistas que se publican en Irán en la filosofía se encuentran: 
FALSAFEH-El Revista iraní de filosofía  (enlace roto disponible en Internet Archive; véase el historial, la primera versión y la última). publicada por el departamento de filosofía de la Universidad de Teherán desde 1972. Hikmat va Falsafeh publicada por la Universidad Allamah Tabataba'i en Teherán. Marifat-e Falsafeh publicado por el Imam Jomeini Educación y el Instituto de Investigación en Qom, y muchas otras. También digna de mención es la revista Naqd o Nazar publicada por de Daftar Tablighat en Qom, que a menudo incluye artículos sobre temas filosóficos y otros temas de interés para los pensadores religiosos e intelectuales.
Es importante señalar que el sufismo ha tenido una gran cantidad de influencia en la filosofía iraní/persa.

## Lista de escuelas y filósofos

### Antigua filosofía persa
Ver también: Filosofía persa antigua en el artículo Filosofía antigua
- Zoroastrismo
  - Zaratustra (Zoroastro)
  - Jamasp, antiguo noble iraní, considerado como uno de los primeros filósofos iraníes, libro en persa medio Jamasp Namag.
  - Ostanes
  - Tansar, influyente sumo sacerdote persa (Mobad) considerado una de las figuras fundamentales en el desarrollo de la filosofía política del Estado sasánida basado en el concepto de vohu Kshathra o huxwadāīh ("Buena Soberanía")
  - Mardan-Farrux Ohrmazddadan
  - Adurfarnbag Farroxzadan
  - Adurbad Emedan
  - Azar Kayvan
  - Avesta
  - Gathas
- Anacarsis, un filósofo escita
- Mazdakismo, proto-socialismo iraní en el Imperio sasánida
  - Mazdak
  - Mazdak el Viejo
- Maniqueísmo
  - Mani
- Zurvanism
- Universidad de Gundishapur
  - Borzouye, filósofo persa, médico y canciller (visir) de la corte persa, inventor del Backgammon. Borzouye escribió varios libros, como la traducción del Panchatantra al persa medio y las citas de Burzoe. Sus ideas filosóficas fueron descritos por Ibn al-Muqaffa.
  - Bakhtshooa Gondishapuri
- Cosroes I, rey persa y filósofo 
  - Pablo el persa
- Literatura Pahlavi

### Época islámica
- Al-Farabi
- Abu Bakr Razi
- Miskawayh
- Avicena
- Imam Mohammad Ghazali Tusi
- Abd al-Qahir al-Jurjani
- Iranshahri
- Kateb Qazwini
- Zakaria Razi
- Qutb-al-din Razi
- Baba Afdal filósofo persa del siglo XII
- Fajr al-Din Razi conocido como el Imam Fakhr Razi
- Nasir al-Din Tusi
- Zakariya Qazwini
- Farid al-Din Attar (Attar Nishapuri)
- Umar Suhrawardi
- Omar Khayyam
- Semnáni
- Ali Hamedani
- Mowlana Jalal ad-Din Balji (Rumi)
- Mahmud Shabestari
- Shams al-Din Lahiji
- Nematollah Vali Kermani
- Abdol-Rahman Jami
- Noor Ali Shah
- Shahab al-Din Suhrawardi y Eacuela de Iluminación
- Sadr al-Din Dashtaki Escuela de Shiraz
- Mir Damad y Escuela de Isfahán
- Mulla Sadra y su Filosofía Trascendente
- Jabir Ibn Hayyan
- Rajab Ali Tabrizi
- Qazi Sa'id Qumi
- Escuela de Teherán y Escuela de Qom
- Escuela Khorasan
- Mulla Hadi Sabzevari y Escuela de Neyshabor
- Allama Mohammad Iqbal de Asia del Sur
- Jala ai-din Ashtiyani
- Reza Davari Ardakani
- Mahmoud Khatami
- Abdolkarim Soroush
- Ahmad Fardid

En la historia de la filosofía islámica, había algunos filósofos persas que tenían sus propias escuelas de filosofía: Avicena, al-Farabi, Shahab al-Din Suhrawardi y Mulla Sadra. Algunos filósofos no ofrecieron una nueva filosofía, sino que tenían algunas innovaciones: Mirdamad, Khajeh Nasir y Qutb al-Din Shirazi pertenecieron a este grupo. Algunos filósofos tenían nueva narración de filosofías existentes: Agha Ali Modarres es un ejemplo de tales filósofos.

### Filosofía bahá'í iraní
`Abdu'l-Bahá, hijo y sucesor del fundador de la Fe Bahá'í, ha explicado la filosofía bahá'í en la obra Respuestas a algunas preguntas.